# Видман, Фредерик
Фредерик Видман (нем. Frederik Wiedmann; род. 6 октября 1981, Штутгарт) — кинокомпозитор немецкого происхождения.

## Биография
Родился в Штутгарте, окончил школу в Аугсбурге. Позднее переехал в Соединённые Штаты, где посещал Музыкальный колледж Беркли.
Своей любимой музыкальной композицией Видман называл концерт для скрипки Иоганнеса Брамса.

## Фильмография

### Кино
- 2007 — «Возвращение в дом ночных призраков» / Return to House on Haunted Hill
- 2010 — «Зеркала 2» / Mirrors 2
- 2011 — «Восставший из ада 9: Откровение» / Hellraiser: Revelations
- 2011 — «Хостел 3» / Hostel: Part III
- 2013 — «Отряд героев» / Company of Heroes
- 2014 — «Морпехи 2: Поле Огня» / Jarhead 2: Field of Fire
- 2014 — «Снайпер: Наследие» / Sniper: Legacy
- 2014 — «Умирающий свет» / Dying of the Light
- 2015 — «Незваные гости» / Intruders
- 2018 — «День мертвецов: Злая кровь» / Day of the Dead: Bloodline
- 2018 — «Дрожь земли 6» / Tremors: A Cold Day in Hell
- 2018 — «Смертельная гонка 4: Вне анархии» / Death Race: Beyond Anarchy
- 2019 — «Doom: Аннигиляция» / Doom: Annihilation
- 2020 — «Дрожь земли: Остров крикуна» / Tremors: Shriker Island
- 2024 — «Кошмарные каникулы» / Monster Summer
- 2024 — «Астрал. Спуск к дьяволу» / The Painted

### Мультфильмы
- 2014 — «Лига Справедливости: В ловушке времени» / JLA Adventures: Trapped in Time
- 2015 — «Лига Справедливости: Трон Атлантиды» / Justice League: Throne of Atlantis
- 2015 — «Лига Справедливости: Боги и монстры» / Justice League: Gods and Monsters
- 2017 — «Юные Титаны: Контракт Иуды» / Teen Titans: The Judas Contract
- 2020 — «Супермен. Красный сын» / Superman: Red Son